# Golaganj
Golaganj (en népalais : गोलागंज) est un comité de développement villageois du Népal situé dans le district de Bara. Au recensement de 2011, il comptait 5 070 habitants.